# Was uns nicht umbringt

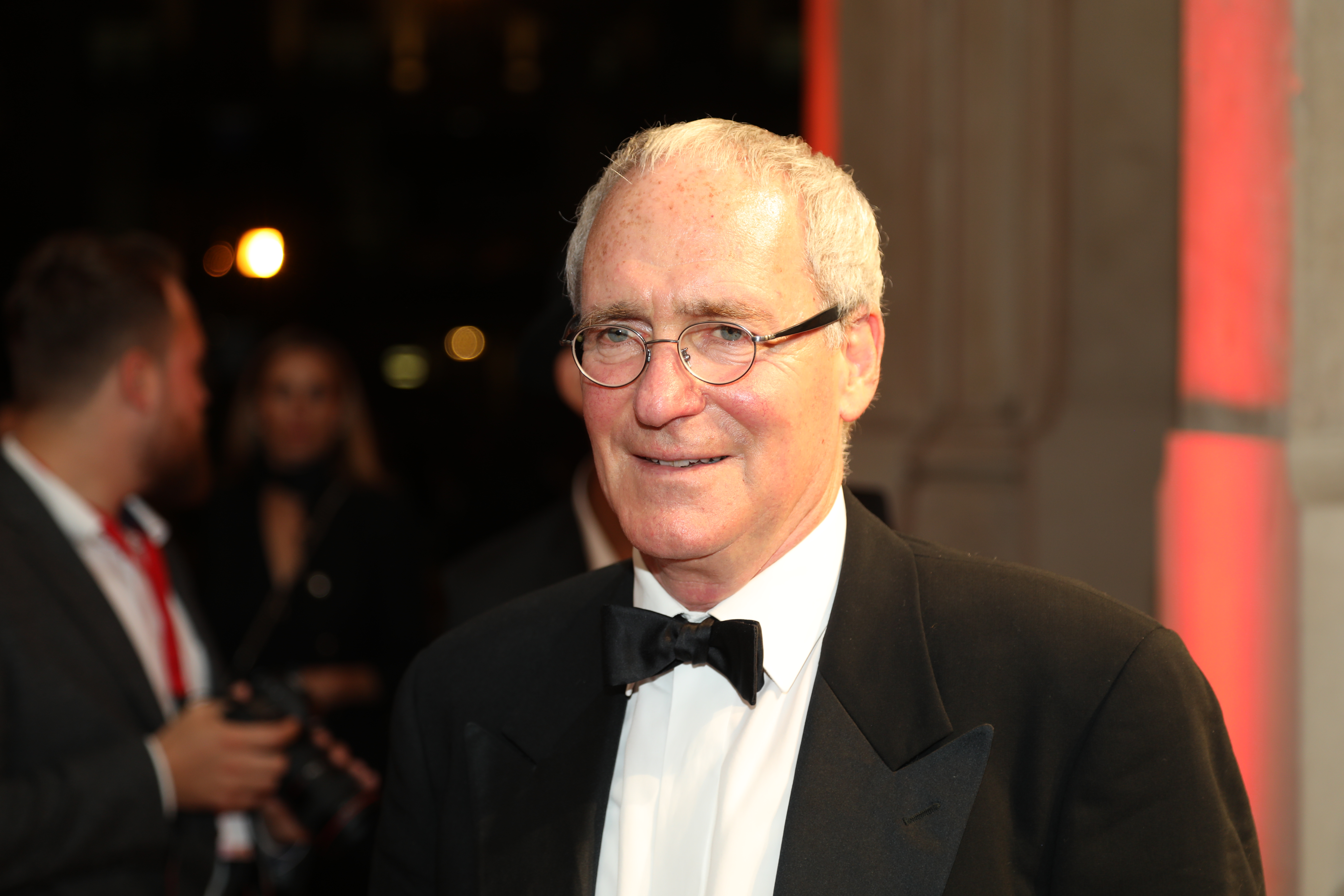
August Zirner spielt den Psychotherapeuten Max, in dessen Praxis alle Fäden zusammenlaufen (Foto von 2017)

Was uns nicht umbringt ist eine deutsche Tragikomödie aus dem Jahr 2018. In der Hauptrolle dieses Episodenfilms spielt August Zirner einen Psychotherapeuten, der sich neben seinen Patienten auch um seine Familie und sich selbst kümmern muss.
Die Uraufführung fand auf dem Locarno Film Festival statt, die deutsche Erstaufführung erfolgte auf dem Filmfest Hamburg. Ins Kino kam der Film im November 2018, im öffentlichen Fernsehprogramm lief der Film erstmals am 2. April 2021 im ZDF.

## Handlung
Max ist erfolgreicher Psychotherapeut in Hamburg und hat in seiner Praxis mit einer großen Anzahl Patienten zu tun. Allerdings ist er selbst oft mit seinen eigenen Problemen überfordert, sei es die beginnende Liebe zu einer Patientin, sein schwermütiger Hund Panama oder die Sorge um eine seiner heranwachsenden Töchter.
Max’ Praxis ist das verbindende Element vieler unterschiedlicher Menschen mit ihren Schicksalen:
Sophie ist spielsüchtig und hat eine Beziehung zu einem verheirateten Mann. David kann sich aber nicht wirklich entscheiden und behandelt Sophie oft nicht sehr nett. Sophie bespricht ihre Probleme mit Max und zwischen beiden entwickelt sich zunehmend eine gewisse Anziehung. Für Max ist dies eine schwierige Situation, da eine Beziehung in einem solchen beruflichen Setting natürlich nicht möglich ist. Teilweise agieren beide dies in kleinen Rollenspielen aus. Max’ Tochter Eleonor durchblickt dies aber.
Loretta ist Max’ Exfrau, mit der er sich nach wie vor sehr gut versteht, die bei ihm aber auch immer wieder Rat sucht. Sie studiert nebenbei und hat sich dabei in einen ihrer Dozenten verliebt. Fabian meint es ernst mit ihr, sie ist sich allerdings nicht sicher, ob sie ihn in ihr familiäres Leben aufnehmen kann. Zudem hält die rebellische Tochter Eleonor sie und Max immer auf Trab, ist oft nachts unterwegs und nimmt auch schon mal Drogen.
Fritz leidet als Pilot plötzlich unter Flugangst. Er ist seit Jahren mit seinem amerikanischen Freund Robert zusammen gewesen, dieser liegt jetzt aber im Sterben. Roberts Mutter möchte nicht, dass Fritz ihren Sohn im Krankenhaus besucht, und verbietet ihm dies. Fritz nimmt im Krankenhaus Kontakt zu Roberts Schwester Laurie unter der Annahme auf, dass sie nicht weiß, wer er ist. Nachdem Robert gestorben ist, sucht Laurie Fritz auf, damit er ihr von ihrem Bruder erzählt.
Sunny und Hannes arbeiten seit Jahren als Tierpfleger zusammen. Sunny leidet an einer Zwangsstörung und kann diese auch in ihrem Beruf nicht verbergen. Hannes, der in Sunny verliebt ist, hat ihr immer den Rücken freigehalten. Auch jetzt, als eine Stelle wegfallen soll, kündigt Hannes freiwillig, damit Sunny ihren Job behält. An Hannes’ letztem Tag verbringen beide eine Nacht miteinander und Sunny wird schwanger. Sie möchte das Kind allerdings nicht behalten. Sunny ist Max’ Adoptivschwester, die sich um seinen Vater kümmert. Kurz vor dem Tod des Vaters sucht Sunny Max auf und sagt ihm, dass sein Vater noch lebe, denn Max hielt ihn seit 42 Jahren für tot.
Mark und Henriette sind ein Geschwisterpaar, das ein Bestattungsunternehmen führt. Sie kommen zu Max, da Mark oft lustlos ist, und die hypochondrische Henriette ist überzeugt, beide litten an tödlichen Erkrankungen. Als Autorin Isabelle ihn wegen der Planung ihrer eigenen Beerdigung aufsucht, empfindet Mark eine gewisse Zuneigung. Isabelles Freund, ein Kriegsfotograf, wurde in Syrien getötet, woraufhin sie nicht mehr schreiben konnte.
Ben ist ein äußerst wortkarger Patient, versteht sich aber bestens mit Max’ Hund.
Schließlich ergeben sich für die betroffenen Personen Lösungen für ihre persönlichen Krisen:
Sunny und Hannes treffen sich noch einmal in einer Kneipe. Der schüchterne Hannes spricht sich aus und offenbart seine Gefühle, Sunny sagt ihm, dass sie das Kind behalten habe, und gibt ihm die Schlüssel zu ihrer Wohnung. Loretta nimmt Fabian bei sich auf und stellt ihn den Töchtern endlich als ihren neuen Freund vor. Fritz versucht, da er sich im Krankenhaus nicht mehr verabschieden konnte, bei Mark und Henriette im Bestattungsunternehmen einzubrechen. Mark ermöglicht es Fritz, Roberts Asche im Meer zu verstreuen. Isabelle wohnt der Zeremonie bei und lässt sich von Mark inspirieren, dass wenn sie nicht mehr für ihren Freund schreiben können, dann doch aber über ihn. Ben beschließt am Ende seiner Therapie, nach Hause zu seiner Frau zu gehen. Da  sich Panama nicht von Ben trennen kann, vermacht Max den Hund an Ben. Max trifft Sophie in einem Café wieder. Zunächst hat er eine Fantasie, dass sie auf ihn zukommt und ihn küsst. Nachdem er von dieser Fantasie ablässt, geschieht genau das, was gerade noch Teil seiner Fantasie war.

## Produktion
Der Film wurde vom 5. Oktober 2016 bis zum 30. November 2016 in Hamburg, Nordrhein-Westfalen und Baden-Württemberg gedreht.

## Soundtrack
Für den Soundtrack wurden unter anderem folgende Songs verwendet:
- Glen Hansard (High Hope)
- Ben Lee (Gamble Everything for Love)
- Damien Rice (Delicate)

## Rezeption

### Kritiken
Das Lexikon des internationalen Films bewertet den Film positiv und vergibt insgesamt 4 von 5 Sternen. Das Fazit lautet: „Der geschmeidige Ensemblefilm lotet als eine Art Kaleidoskop aus Trauer, Wut, Hoffnung und Zuversicht die Kraft gemeinsamen Redens aus, durch die sich manche Perspektive verrücken lässt. Glänzend besetzt und hervorragend gespielt.“
In seiner Filmkritik gibt Tilmann P. Gangloff dem Film bei tittelbach.tv insgesamt 5 von 6 möglichen Sternen. Der Film sei bis in die kleinen Rollen äußerst prominent besetzt und Regisseurin Nettelbeck verknüpfe die Beziehungsreigen geschickt miteinander. „Mit großer Sorgfalt entwirft Nettelbeck einen zweistündigen Reigen, den sie behutsam um Figuren erweitet [sic], die nur noch mittelbar mit Max zu tun haben.“ Ein Quell der Heiterkeit sind die Dialoge und die eingestreuten Sekundenfantasien der Figuren.
Günter H. Jekubzik hingegen schreibt in der Aachener Zeitung eine negative Kritik und beschreibt den Film als enttäuschend und belanglos: „Ohne Schwung oder Reiz geht es mehr und mehr bergab mit der Befindlichkeit der Figuren — wohlgemerkt nicht Menschen — und dem Interesse der Zuschauer. […] Das ist Stoff fürs ZDF am frühen Montagabend mit viel Überlänge.“
Antje Wessels gibt dem Film bei Wessels Filmkritik eine positive Bewertung und empfiehlt diesen den Zuschauern. Für sie sei Was uns nicht umbringt ein „emotionaler Episodenfilm über Ängste, Sehnsüchte und Hilflosigkeit – aber auch darüber, wie wir uns aus eigener Kraft wieder daraus befreien können. Tolle Darsteller, wunderschöne Musik und eine in ihrer Trostlosigkeit malerische Kulisse machen aus Sandra Nettelbecks Werk ein absolutes Must See.“

### Einschaltquoten
Bei seiner Erstausstrahlung am 2. April 2021 (Karfreitag) im ZDF sahen insgesamt 1,52 Millionen Zuschauer den Film. Dies entsprach einem Marktanteil von 5,5 %.